# 2000年夏季残疾人奥林匹克运动会波兰代表团
2000年夏季残疾人奥林匹克运动会波兰代表团是波兰派出的2000年夏季残疾人奥林匹克运动会代表团。获得19枚金牌、22枚银牌和12枚铜牌。